# Нанкинская улица

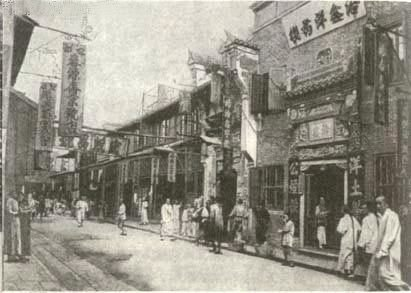
Нанкинская улица в конце правления династии Цин

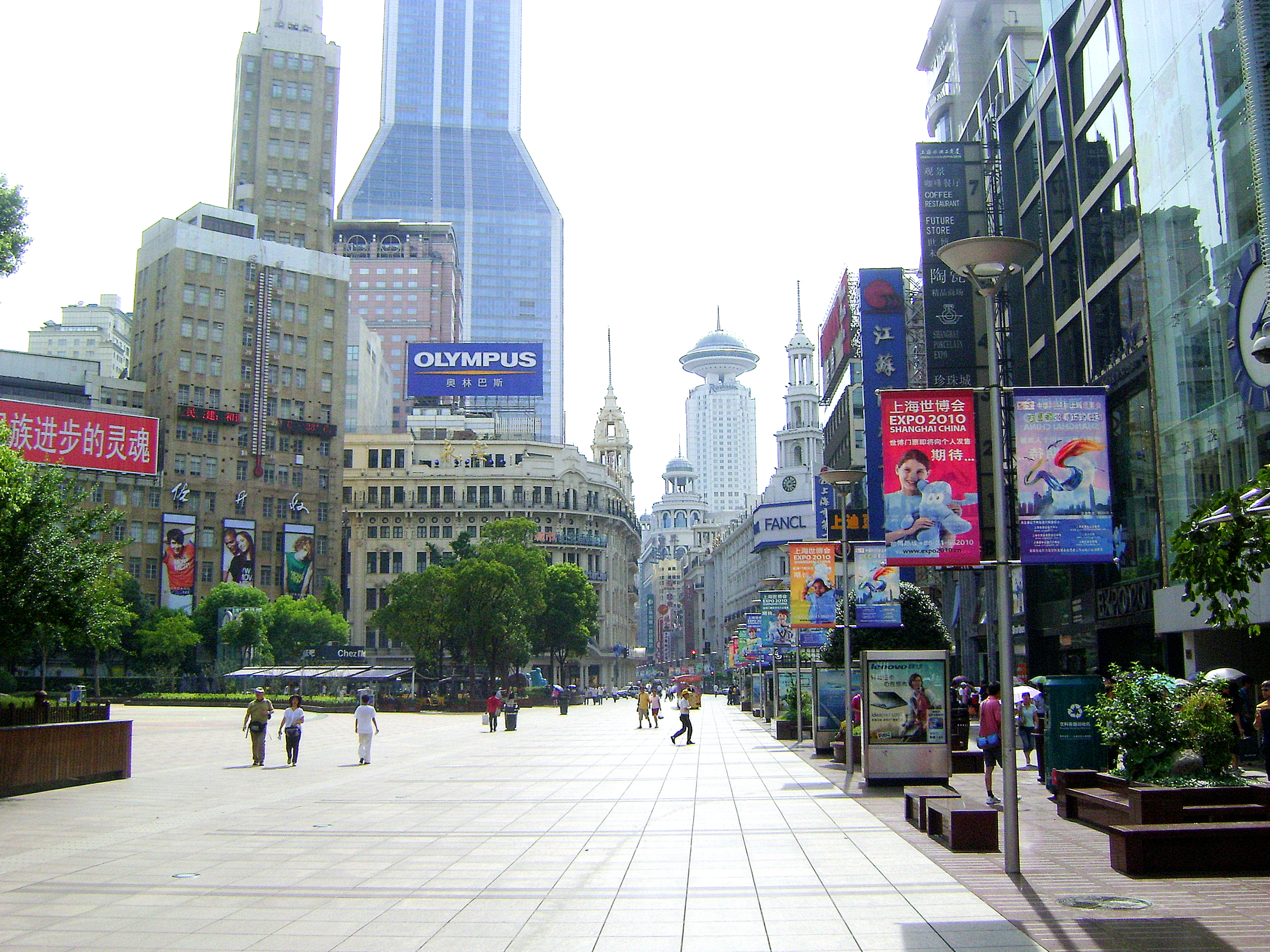
Нанкинская улица днём.

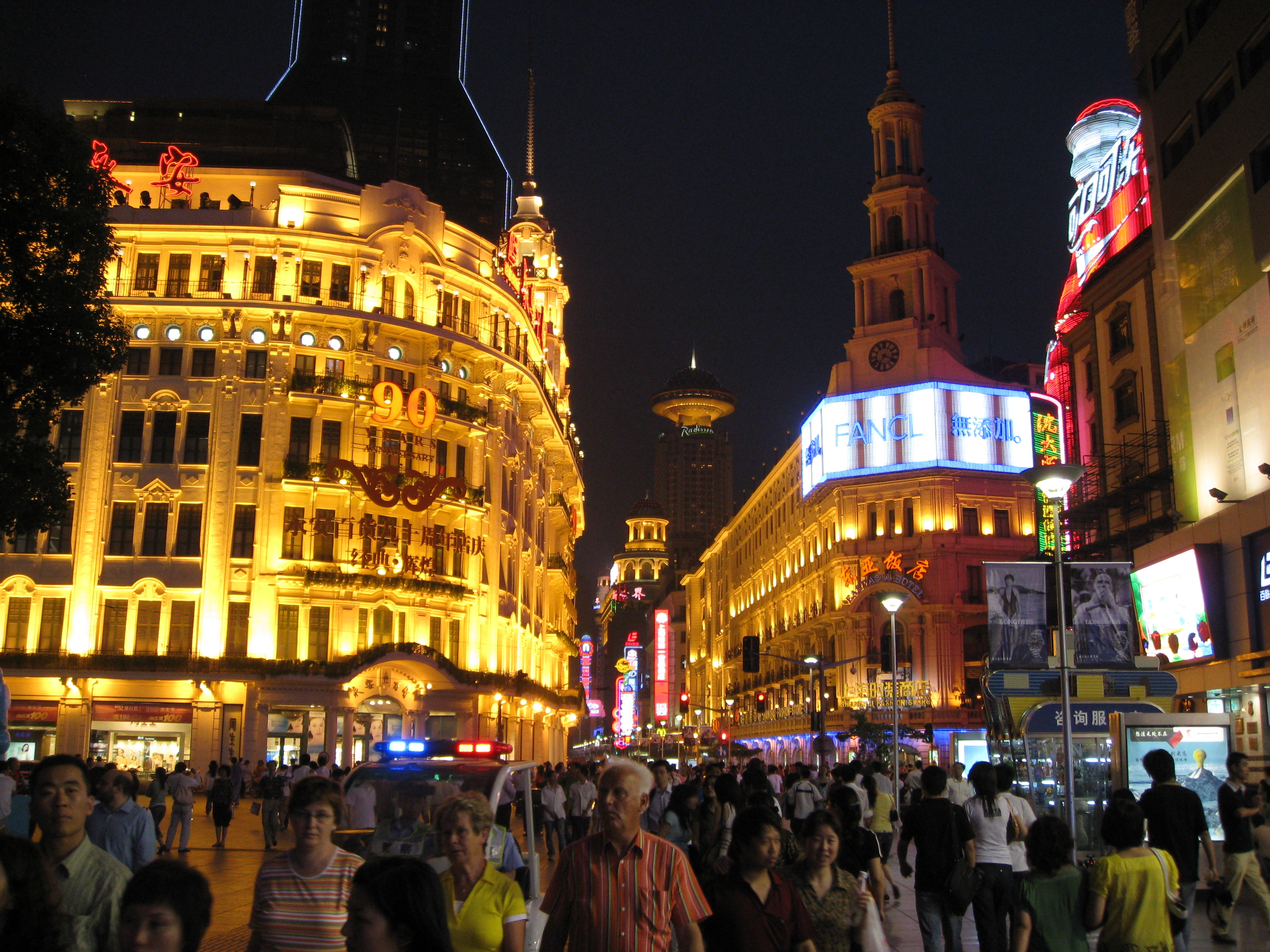
Нанкинская улица вечером.

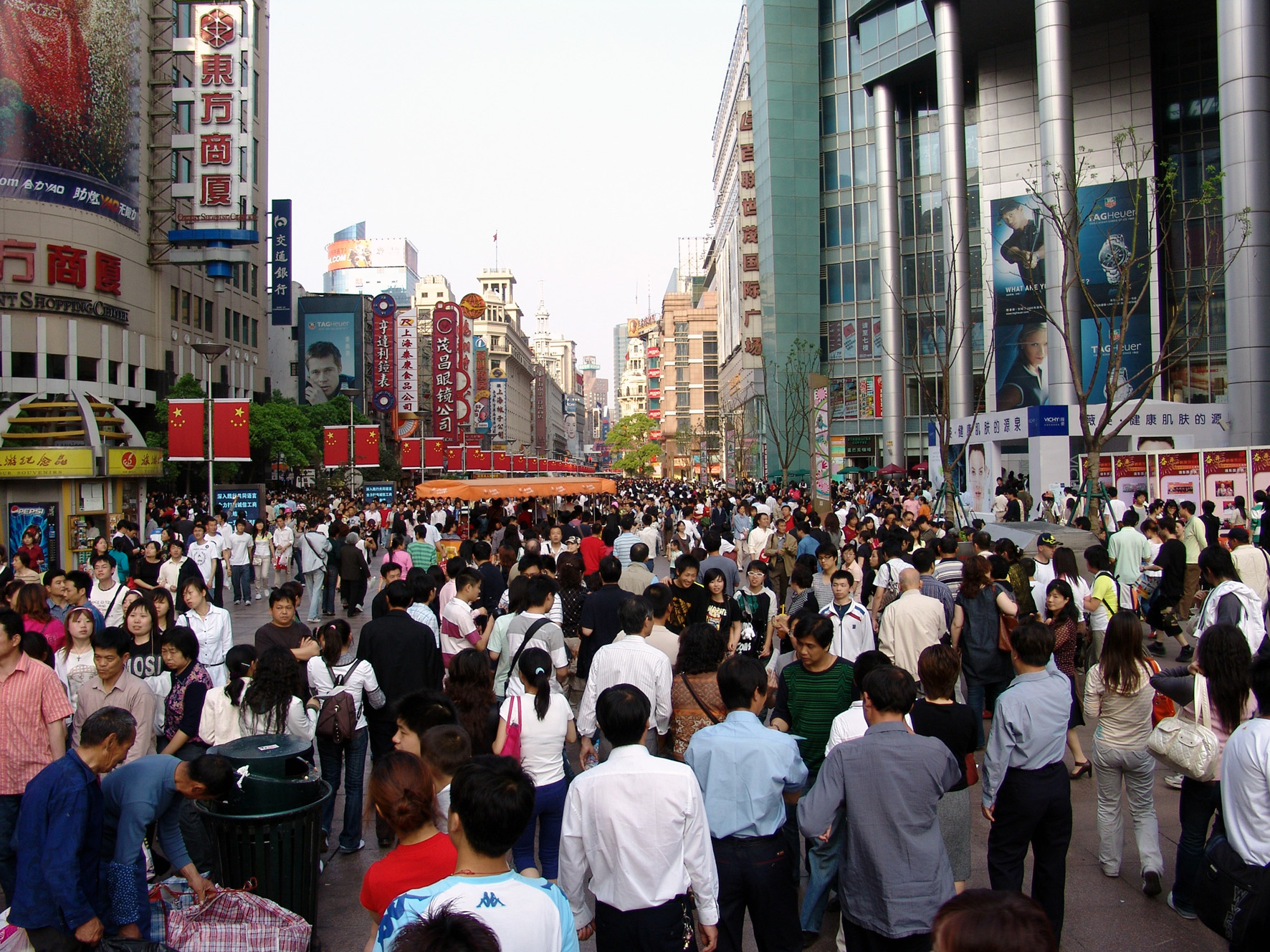
Нанкинская улица — в период празднования 1 мая (2008)

Нанки́нская улица (кит. упр. 南京路, пиньинь Nánjīng Lù, палл. Наньцзинлу; англ. Nanjing Road) — главная торговая улица Шанхая и одна из самых оживлённых торговых улиц в мире. Названа в честь города Нанкина. Её восточная часть от набережной Вайтань до Народной площади на большем своём протяжении является пешеходной, на этом отрезке расположено множество разнообразных магазинов и кафе. В западной части улицы расположены элитные магазины и бутики. С точки зрения нумерации разделена на три улицы: Нанкинскую-западную (кит. 南京西路, палл. Наньцзинсилу, англ. West Nanjing Road) от Яньаньлу до Сицзанлу, «пешеходную Нанкинскую улицу» (кит. 南京路步行街, палл. Наньцзинлу бусинцзе) от Сицзанлу до Хэнаньлу и Нанкинскую-восточную (кит. упр. 南京东路, палл. Наньцзиндунлу, англ. East Nanjing Road) от Хэнаньлу до Вайтаня.

## История

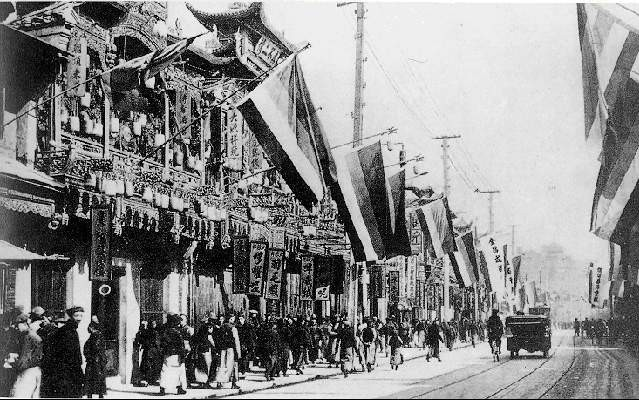
Нанкин лу во время Синьхайской революции 1911 года

Историю Наньцзинлу можно проследить до 1845 года. В то время носила название Хэнаньлу. В 1854 году улица была продлена до Чжэцзянлу, а восемь лет спустя — до Сицзанлу. В 1862 году получила название Наньцзинлу от муниципального совета. Её называют главной дорогой (大马路). После Второй мировой войны правительство изменило название на «Восточную Нанкинскую улицу», между тем также появилась и «Западная Нанкинская улица», и общее название двух улиц стало «Наньцзинлу», в составе пяти километров общей длины.
В начале XX века вдоль улицы были построены восемь больших универмагов, включая Лейн Кроуфорд и Универмаг «Синь Синь», архитектором которых был Карой Гонда.
23 августа 1937 года на улицу была сброшена бомба с японских самолётов. Бомбы попали в два универмага, убив 612 человек и ранив 482.
В 2000 году, по плану развития, местными органами власти проведена реконструкция центральной части улицы как пешеходной. Ширина пешеходного участка — 28 метров, а общая длина — 1200 метров.